# Інститут (телесеріал)
Інститут (англ. The Institute) — американський телесеріал жахів про надприродне, сценарій якого написав Бенджамін Кавелл, а режисером виступив Джек Бендер, обидва також є виконавчими продюсерами. Заснований на однойменному романі 2019 року Стівена Кінга, серіал, у головних ролях якого зіграли Бен Барнс, Мері-Луїз Паркер та Джо Фрімен, розповідає про молодого підлітка, який прокидається в місці, де діти мають особливі здібності, і відкриває для себе темні таємниці цього інституту.
Прем'єра серіалу відбулася 13 липня 2025 року на MGM+, він складається з восьми епізодів.

## Акторський склад

### Головний
- Бен Барнс у ролі Тіма Джеймісона
- Джо Фрімен[en] у ролі Люка Елліса
- Сімон Міллер у ролі Каліші
- Фіонн Лерд у ролі Ніка
- Ханна Голвей у ролі Венді Галліксон
- Джуліан Річінгс у ролі Стекхауса
- Роберт Джой[en] у ролі доктора Деніела Хендрікса
- Мартін Роуч[en] у ролі начальника поліції Ешворта
- Мері-Луїз Паркер у ролі пані Сігсбі

### Другорядний
- Джейсон Діас у ролі Тоні
- Брендан Байзер[en] у ролі Норберта Голлістера[3]
- Джордан Александер[en] у ролі Кейт[3]
- Мері Волш[en] у ролі Енні[3]
- Вігго Ханвелт у ролі Ейвері Діксона
- Ден Бірн[en] у ролі Дрю
- Арлен Со у ролі Джорджа Айлза
- Бірва Пандья у ролі Айріс
- Джейн Лук[fr] у ролі Морін

## Епізоди
| № серії | Назва серії      | Режисер(и)     | Teleplay by                               | Оригінальна дата показу |
| ------- | ---------------- | -------------- | ----------------------------------------- | ----------------------- |
| 1       | «The Boy»        | Джек Бендер    | Бенджамін Кевелл                          | 13 липня 2025           |
| 2       | «Shots for Dots» | Джек Бендер    | Ед Редліх                                 | 13 липня 2025           |
| 3       | «Graduation»     | Бред Тернер    | Сем Шерідан                               | 20 липня 2025           |
| 4       | «The Box»        | Бред Тернер    | Софія Овенс-Бендер                        | 27 липня 2025           |
| 5       | «Back Half»      | Джефф Ренфро   | Ерік Дікінсон                             | 3 серпня 2025           |
| 6       | «Run»            | Джефф Ренфро   | Бенджамін Кевелл, Ед Редліх і Сем Шерідан | 10 серпня 2025          |
| 7       | «Hide»           | Джек Бендер    | Сем Шерідан                               | 17 серпня 2025          |
| 8       | «Fight»          | Буде визначено | Бенджамін Кевелл і Сем Шерідан            | 24 серпня 2025          |

## Виробництво
Коли вийшов роман Стівена Кінга «Інститут», Девіда Е. Келлі найняли для його екранізації у вигляді мінісеріалу у вересні 2019 року, режисером якого виступить Джек Бендер, а продюсуватиме компанія «Spyglass Media Group». У 2024 році було організовано новий продакшн, в якому Бендер все ще працював, але тепер сценаристом і виконавчим продюсером був Бенджамін Кавелл у MGM+ Studios. Серіал розрахований на вісім епізодів.
У червні 2024 року Бен Барнс та Мері-Луїз Паркер отримали ролі Тіма Джеймісона та міс Сігсбі. Сімона Міллер та Джейсон Діас приєдналися до акторського складу в ролях Каліші та Тоні. Ще одне оголошення про кастинг у вересні 2024 року розкрило одинадцять акторів: Джо Фрімен, Фіонн Лерд, Ханна Голвей, Джуліан Річінгс, Роберт Джой, Вігго Ханвелт, Арлен Со, Бірва Пандья, Ден Бірн, Мартін Роуч та Джейн Лук.
Зйомки проходили в Галіфаксі, Нова Шотландія, з серпня по листопад 2024 року. Перші знімки зі зйомок були опубліковані у грудні 2024 року.